# Schoorsteen met waterreservoir (Société Céramique)
De schoorsteen met waterreservoir op de voormalige fabrieksterreinen van de Société Céramique in Maastricht was een bijzondere vorm van een combinatie-watertoren. De schoorsteen werd in 1913 gebouwd als onderdeel van de Wiebengahal. In 1992 werd hij gesloopt omdat op deze locatie de woon- en kantorenwijk Céramique werd gebouwd. Het was de bedoeling dat het bouwwerk na voltooiing van de wijk zou terugkeren.

## Beschrijving
De oorspronkelijk 43 meter hoge toren was opgetrokken uit gemetselde radiaalstenen van verschillende afmetingen. Onder het reservoir was het metselwerk versterkt met 14 verstelbare stalen ringbanden. Als enige van de aanwezige 26 schoorstenen op de fabrieksterreinen van de Société Céramique bevatte de toren een metalen Intze-reservoir met een capaciteit van 300 kubieke meter op een hoogte van 19,4 meter. Het gedeelte boven het reservoir, dat in 1992 al grotendeels verdwenen was, bevatte ook nog eens 14 ringbanden.
De diameter aan de voet bedroeg 4,35 meter. De diameter aan de bovenrand bedroeg 2,50 meter. De overgang van het basement naar de schacht bestond uit geglazuurde profielstenen. Het waterreservoir was via een omkooide ladder aan de buitenzijde bereikbaar. Het doel van het waterreservoir was het garanderen van een constante waterdruk in het leidingsysteem. Voor de fabriek was dat essentieel om een foutloos product te kunnen garanderen.

## Geschiedenis
De toren werd gebouwd tijdens de bouw van de Wiebengahal, die enige tijd onderdeel was van het Bonnefantenmuseum. Deze fabriekshal, in 1912 ontworpen door architect-constructeur Jan Wiebenga, was oorspronkelijk onderdeel van een groter complex van fabriekshallen van de aardewerkfabriek Société Céramique.
Op het moment van de sloop in 1992 was het de enige toren van zijn soort in Nederland met deze bijzondere dubbelfunctie. Soortgelijke schoorstenen met waterreservoirs op de fabrieksterreinen van de Maastrichtsche Zinkwit Maatschappij in Eijsden en Maastricht werden na de Tweede Wereldoorlog gesloopt. Een vergelijkbare toren is de watertoren in het Mallegatpark van de voormalige gasfabrieken in Rotterdam, hoewel bij deze schoorsteen het waterreservoir een andere functie vervulde dan die van de toren in Maastricht. In België zijn er meer schoorstenen met waterreservoirs bewaard gebleven. Zo staat er in Balen een schoorsteen uit 1930 op het terrein van de zinkfabrieken van Nyrstar (het voormalige Umicore), die erg op die in Maastricht lijkt.
Bij de ontwikkeling van een masterplan voor de herinrichting van de wijk, onder supervisie van architect Jo Coenen, zouden aanvankelijk de Wiebengahal en enkele aangrenzende hallen behouden blijven als industriële monumenten. Ook de toren zou deel gaan uitmaken van de nieuwe woonwijk. Van Aldo Rossi, de Italiaanse architect die het Bonnefantenmuseum ontwierp, werd ook verwacht dat hij de toren zou willen behouden, te meer ook omdat torens een kenmerkend element vormen in het gehele oeuvre van Rossi. In dit geval werd er echter niet voor gekozen om de toren te behouden.
Met de locatie in de plannen voor het nieuwe Bonnefantenmuseum werd in het ontwerpstadium veel geschoven. Uiteindelijk zou de toren pal voor de ingang van het museum komen te liggen. Dit deed het provinciebestuur besluiten dat de toren gesloopt moest worden. Dit gebeurde uiteindelijk in 1992.
De overblijfselen van de toren werden, na jarenlang her en der op het bouwterrein van Céramique te hebben gelegen, lange tijd opgeslagen langs de Fort Willemweg. Het in vier stukken opgedeelde reservoir bevindt zich thans op de terreinen van de gemeentelijke grondbank in Maastricht.

## Reconstructieplannen

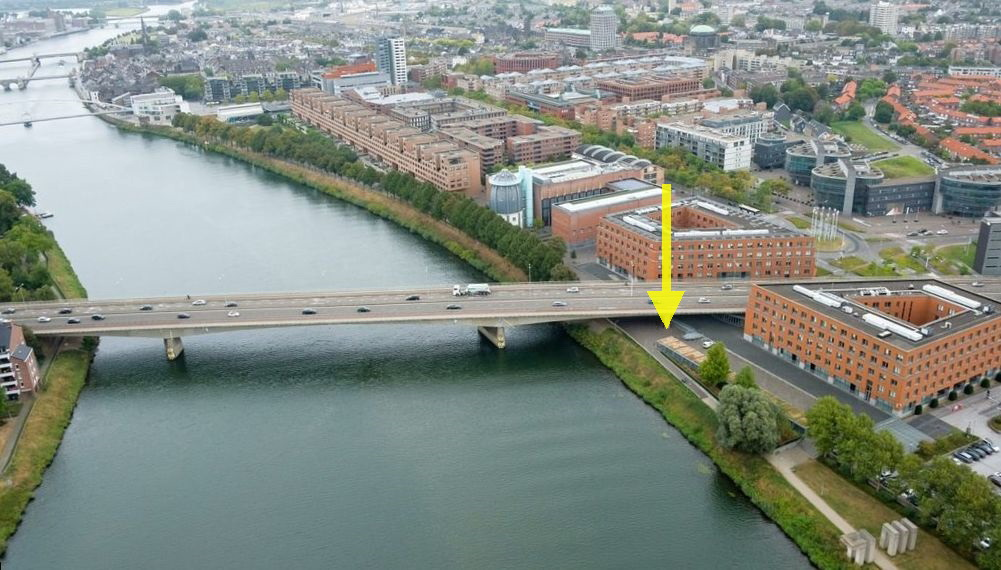
Geplande locatie voor de Céramique-toren

De Maastrichtse architect Ab König ijvert, na zich eerder ingezet te hebben voor het behoud van de toren, voor een reconstructieve herbouw ervan. Voorafgaand aan de sloop droeg hij er zorg voor dat de toren gedocumenteerd werd en de constructieplannen, materiaalgebruik en technische gegevens opgeslagen werden.
Tijdens de gehele verdere ontwikkelfase van de nieuwbouwwijk maakte de toren nog steeds virtueel deel uit van de plannen. Ook na de voltooiing van de wijk bleef König zich inzetten voor de bouw van een reconstructie. In zijn meest recente plannen zou de toren moeten verschijnen langs de Kennedybrug en daarmee verbonden worden door middel van een uitwendige wenteltrap die het voetpad op de brug zou doen aansluiten op de wandelzone eronder. Met een LED-verlichting op de schacht zou de toren ook bij nacht een duidelijk accent krijgen.
De reconstructie zou de uiterlijke kenmerken van het origineel vertonen maar met een eigentijdse vormgeving. Zo zou de toren niet opgetrokken worden uit baksteen maar uit cortenstaal. De ritmiek van de banden zou wel terugkeren, alsmede de hardstenen plint, het reservoir slechts in vorm. Boven het reservoir zou een transparante punt van vlechtmetaal uittorenen. Van de acht locaties die König oorspronkelijk op het oog had bleef uiteindelijk enkel de locatie aan de zuidzijde van de oostelijke aanlanding van de Kennedybrug over.
Brunssum ·
Heerlen
(Heerlerbaan ·
Oranje Nassaumijnen ·
Vrieheide) ·
Maastricht ·
Rimburg ·
Roermond
(Oude ·
Nieuwe) ·
Schimmert ·
Simpelveld ·
Stramproy ·
Tegelen
(Steijl ·
Egypte) ·
Venlo